# 艾滋村
艾滋村在中国大陆通常是指艾滋病高发的村庄。2004年报道称，在河南省一地有三十八个认定的“艾滋村”，这些村庄面临着青壮年劳动力丧失、极端贫困的孤儿孤老、经济严重倒退、社会治安退化等困境。

## 形成原因
艾滋村形成于二十世纪九十年代，当时中国禁止或限制血液制品的进口来预防和控制经血液途径传播的疾病，开始引进外国资金，技术，实行血液制品自产。河南，山西，陕西等地的农村大肆兴起的非法血站做起了血浆生意，采取的“单采血浆”法是艾滋病流行的罪魁祸首。具体做法是，将许多人的血液采集后集中到一起，用分离机器将血浆（血清）与红血球分离开来，血站将血浆卖给制药公司，剩下的红血球则输回卖血人体内。卖血的人中只要有一个艾滋病感染者，则被输回者则无人能幸免。因为有助于提升当地居民收入，当时民间甚至流传着类似的标语“一伸一拳（攥），五十大元”来鼓动群众卖血。